# Großsteingrab Jonstrup Vang/Afd. 106
Das Großsteingrab Jonstrup Vang/Afd. 106 war eine megalithische Grabanlage der jungsteinzeitlichen Nordgruppe der Trichterbecherkultur im Kirchspiel Værløse in der dänischen Kommune Furesø. Es wurde im 19. oder frühen 20. Jahrhundert zerstört.

## Lage
Das Grab lag im Süden von Værløse auf einer Wiese nördlich des Hauses Versterbo 183. In der näheren Umgebung gibt bzw. gab es zahlreiche weitere megalithische Grabanlagen.

## Forschungsgeschichte
Im Jahr 1889 führten Mitarbeiter des Dänischen Nationalmuseums eine Dokumentation der Fundstelle durch. Bei einer weiteren Dokumentation im Jahr 1938 waren keine baulichen Überreste mehr auszumachen.

## Beschreibung
Die Anlage besaß eine Hügelschüttung mit einem Durchmesser von etwa 9 m. Von der Umfassung waren 1889 noch zehn sehr große Steine erhalten. In der Mitte des Hügels befand sich eine Grabkammer. Von ihr waren 1889 nur noch zwei Steine erkennbar. Maße, Orientierung und Typ der Kammer ließen sich nicht mehr bestimmen.